# 苏桦
苏桦（1922年—1989年），原名苏文桥，男，安徽全椒人，中华人民共和国政治人物，曾任安徽省人民政府副省长，安徽省人大常委会副主任，第六、七届全国人大代表。